# 切斯蒂尼
50°1′33″N 24°19′50″E / 50.02583°N 24.33056°E
切斯蒂尼（羅馬化：Chestyni）是烏克蘭西部的村莊，隸屬利維夫州的利維夫區。該村始建於1550年，面積1.02平方公里，海拔高度223米，2001年人口383，人口密度每平方公里375.12人。